# Jordan Hill
Jordan Craig Hill (* 27. Juli 1987 in  Newberry, South Carolina) ist ein US-amerikanischer Basketballspieler.

## College
Jordan Hill spielte an der Patterson Highschool (North Carolina) und machte dort in seinem Senior-Jahr mit 16,4 Punkte, 10,3 Rebounds und 4,2 Blocks pro Spiel auf sich aufmerksam. Die Verantwortlichen der University of Arizona konnten ihn daraufhin von ihrem Programm überzeugen. In seiner Freshman-Spielzeit kam der Power Forward noch nicht richtig zum Zug und konnte lediglich 4,7 Punkte und 4,1 Rebounds pro Spiel auf dem Statistikbogen für sich verbuchen. In der zweiten Saison startete Hill als Sophomore richtig durch und kam 13,2 Punkte und 7,9 Rebounds je Begegnung. Er meldete sich anschließend zur NBA-Draft 2009 an.
Der Small Forward Chase Budinger, der wie Hill für die Houston Rockets in der NBA spielt, war in dieser Zeit sein Teamkollege und wurde ebenfalls in der NBA-Draft 2009 an 44. Stelle gedraftet.

## NBA
Hill wurde bei der NBA-Draft 2009 von den New York Knicks an 8. Stelle ausgewählt. In seinen ersten zwei Jahren in der NBA verdient er 4.300.000 US-Dollar.
Die Saison 2009/10 verlief für Hill eher enttäuschend, konnte er sich in der Rotation der New York Knicks nicht wirklich durchsetzen und auch nicht mit seinen Leistungen überzeugen.
Bereits nach einem halben in New York schickten ihn die Knicks zu den Houston Rockets im Gegenzug wechselte unter anderem der ehemalige NBA-Allstar Tracy McGrady nach New York. In Houston lief es anschließend etwas besser für den Forward und am Ende des Jahres kam er auf durchschnittlich 5,6 Punkte und 3,7 Rebounds in 47 Saison-Spielen.
Sein erstes komplettes Jahr bei den Rockets brachte Hill nicht nur 72 Einsätze und somit ein garantierten Platz in der Rotation ein, sondern auch Anerkennung für seine guten Leistungen als Backup von Luis Scola. In knapp 15 Minuten Spielzeit pro Spiel erzielte Hill 5,6 Punkte pro Spiel und konnte 4,3 Rebounds pro Begegnung für sich verbuchen.
Am 15. März 2012 wurde Hill im Tausch gegen Derek Fisher und einem Erstrunden Draft-Pick zu den Los Angeles Lakers transferiert.
2013/14 spielte Hill seine beste Saison mit 9,7 Punkten und 7,4 Rebounds pro Spiel. Am Ende der Saison verlängerte er seinen Vertrag bei den Lakers um mehrere Jahre.
Im Sommer 2015 wechselte Hill zu den Indiana Pacers. Bei den Pacers brachte er es in 73 Spielen auf 8,8 Punkte und 6,2 Rebounds. Im darauffolgenden Sommer verließ Hill die Pacers und unterschrieb bei den Minnesota Timberwolves. Ein Jahr später wurde er im Sommer 2017 von den Wolves entlassen.
Er wechselte daraufhin in die neugegründete North American Premier Basketball zu den Nevada Desert Dogs. 2018 schloss er sich den Vancouver Knights an.

## Sonstiges
Sein Cousin Trevor Booker spielt ebenfalls in der NBA. Aktuell für die Indiana Pacers.